# Ruel
Ruel Vincent van Dijk, noto semplicemente come Ruel (Isleworth, 29 ottobre 2002), è un cantautore australiano.

## Biografia
Originario di Isleworth, Ruel si è avvicinato al mondo musicale nel 2015, anno nel quale suo padre manda al produttore M-Phazers una demo di Ruel mentre cantava Let It Go di James Bay.
Nel 2017 avviene la pubblicazione del suo singolo di debutto, Golden Years, realizzato con M-Phazers. Ha visto la svolta commerciale con Dazed & Confused e Painkiller, che sono rispettivamente arrivati al 53º e al 35º posto nella ARIA Singles Chart e sono stati certificati doppio e triplo platino dalla Australian Recording Industry Association in territorio australiano. La RIAA ha assegnato il disco d'oro equivalente a 500 000 unità di vendita a entrambi i pezzi.
Nell'ambito degli ARIA Music Awards, il principale riconoscimento dell'industria musicale australiana, ha trionfato nella categoria di miglior pubblicazione di un artista emergente grazie a Dazed & Confused. Discorso analogo ai Kids' Choice Awards e agli MTV Europe Music Awards, dove ha vinto nelle categorie australiano/neozelandese preferito e miglior artista australiano; quest'ultimo ricavato anche nell'edizione del 2021.

## Discografia

### Album in studio
- 2023 – 4th Wall

### EP
- 2018 – Ready
- 2019 – Free Time
- 2020 – Bright Lights, Red Eyes
- 2024 – Adaptations

### Singoli
- 2017 – Golden Years (con M-Phazes)
- 2017 – Don't Tell Me
- 2018 – Dazed & Confused
- 2018 – Younger
- 2018 – Ready
- 2018 – Not Thinkin' Bout You
- 2019 – Painkiller
- 2019 – Face to Face
- 2019 – Real Thing
- 2020 – Down for You (con i Cosmo's Midnight)
- 2020 – Empty Love (con Gracey)
- 2020 – As Long as You Care
- 2020 – Say It Over (feat. Cautious Clay)
- 2021 – Too Many Feelings
- 2021 – Growing Up Is
- 2022 – Let the Grass Grow
- 2022 – Someone Else's Problem
- 2023 – Must Be Nice
- 2023 – I Don't Wanna Be like You
- 2024 – What a Life (con i DMA's)
- 2024 – We're a Pair of Diamonds (con i DMA's)
- 2024 – Kiss Me
- 2024 – Call out My Name
- 2024 – Santa Doesn't Know You like I Do
- 2024 – Cats on the Ceiling
- 2024 – Made It Awkward
- 2025 – Dandelion (con Grentperez)
- 2025 – Melodramatic Fanatic (con i Lime Cordiale)